# Taguá (material)
Taguá é uma espécie de argila de cor avermelhada muito usada na fabricação de cerâmica. O que define sua cor avermelhada é seu alto teor de óxido de ferro(III). O termo taguá é originário do tupi, ta'wa, que significa argila amarela. Cidades do interior de São Paulo, como Mogi-Guaçu, e Sul de Minas têm grandes reservas desse material.